# Stanisław Ułaszewski
Stanisław Ułaszewski – polski mikrobiolog, prof. dr hab. nauk przyrodniczych, profesor zwyczajny i dyrektor Instytutu Genetyki i Mikrobiologii Uniwersytetu Wrocławskiego.

## Życiorys
W 1971 r. ukończył studia biologiczne na Uniwersytecie Wrocławskim. W 1975 r. uzyskał stopień doktora nauk biologicznych, a w 1989 r. habilitował się na podstawie pracy zatytułowanej Genetyka i fizjologia ATP-azy błony komórkowej drożdży. W 1998 r. otrzymał tytuł profesora nauk biologicznych.
Był członkiem Komitetu Biotechnologii PAN.